# Jānis Strēlnieks
Jānis Strēlnieks, né le 1er septembre 1989, à Talsi, en République socialiste soviétique de Lettonie, est un joueur letton de basket-ball. Il évolue aux postes de meneur et d'arrière.

## Biographie
En juillet 2014, il signe un contrat d'un an avec Brose Baskets, club de première division allemand.
En juin 2017, Strēlnieks rejoint l'Olympiakós où il signe un contrat de deux ans.
En juillet 2019, Strēlnieks s'engage pour deux ans avec le champion d'Europe en titre, le CSKA Moscou.
Il rejoint ensuite pour une saison le Žalgiris Kaunas, club lituanien. En juin 2022, Strēlnieks quitte le club.

## Palmarès
- Vainqueur de la coupe de Lituanie 2022
- Vainqueur de la VTB United League : 2021
- Champion d'Allemagne : 2015, 2016, 2017
- Vainqueur de la Coupe d'Allemagne : 2017
- Champion d'Ukraine : 2014
- Vainqueur de la Coupe d'Ukraine : 2014
- Champion de Lettonie : 2009